# Dolina pri Lendavi
Dolina pri Lendavi este o localitate din comuna Lendava, Slovenia, cu o populație de 343 de locuitori.